# Generic Access Network
Generic Access Network, förkortat GAN, är till för att kunna gå ifrån 3G/GSM till IP-telefoni mitt under ett samtal. TeliaSonera har börjat med GAN i Danmark före lanseringen i Sverige.